# Бендаловский, Виталий Андреевич
Вита́лий Андре́евич Бендало́вский (3 декабря 1940, Киев — 1999, там же) — советский боксёр, представитель легчайшей весовой категории. Выступал на всесоюзном уровне на всём протяжении 1960-х годов, чемпион СССР, трижды бронзовый призёр советских национальных первенств, четырёхкратный чемпион Украинской ССР, победитель и призёр турниров международного значения. На соревнованиях представлял город Одессу и спортивное общество «Динамо», мастер спорта СССР международного класса. Также известен как тренер по боксу.

## Биография
Виталий Бендаловский родился 3 декабря 1940 года в Киеве. Проходил подготовку в киевской боксёрской секции «Динамо», впоследствии представлял Одессу.
Впервые заявил о себе ещё в 1957 году, став чемпионом Украинской ССР среди юношей и призёром юношеского первенства СССР. В 1961 году принимал участие в матчевых встречах сборных Украины и Югославии, в Белграде выходил на ринг против известного югославского боксёра Звонимира Вуина, но победить его не смог.
Первого серьёзного успеха на взрослом всесоюзном уровне добился в сезоне 1964 года, когда выступил на чемпионате СССР в Хабаровске и выиграл в зачёте легчайшей весовой категории бронзовую медаль. Год спустя вошёл в состав советской национальной сборной, выиграл медали на международных турнирах в Румынии и Литве.
В 1966 году на чемпионате СССР в Москве Бендаловский одолел всех своих соперников в легчайшем весе, в том числе в финале взял верх над представителем Новосибирска Петром Горбатовым, и стал таким образом новым чемпионом страны (второй украинский чемпион СССР по боксу в послевоенный период после Ричарда Карпова). По итогам сезона удостоен почётного звания «Мастер спорта СССР международного класса».
На IV летней Спартакиаде народов СССР в Москве, где также разыгрывались медали национального первенства, Виталий Бендаловский получил бронзу — на стадии полуфиналов был остановлен олимпийским чемпионом Олегом Григорьевым. В 1968 году на чемпионате СССР в Ленинакане так же стал бронзовым призёром. Рассматривался в числе основных кандидатов на участие в летних Олимпийских играх в Мехико, однако уступил в конкурентной борьбе Валериану Соколову, который в итоге одержал на этой Олимпиаде победу.
Всего в любительском олимпийском боксе Бендаловский провёл 252 боя, из них 212 выиграл. После завершения спортивной карьеры занялся тренерской деятельностью, окончил Киевский государственный институт физической культуры, в течение многих лет занимал должность гостренера в Спорткомитете Украинской ССР.
Проживал в Киеве на Тарасовской улице. Умер в январе 1999 года в возрасте 58 лет.